# Bazouges Cré sur Loir
Bazouges Cré sur Loir é uma comuna francesa na região administrativa do País do Loire, no departamento de Sarthe. Estende-se por uma área de 47.09 km². Em 2010 a comuna tinha 2 077 habitantes (densidade: 44,1 hab./km²).